# Рудольф фон Бюнау
Рудольф фон Бюнау (нім. Rudolf von Bünau; 19 серпня 1890, Штутгарт — 14 січня 1962, Кірхгайм-унтер-Тек) — німецький воєначальник, генерал піхоти вермахту. Лицар-іоаніт. Кавалер Лицарського хреста Залізного хреста з дубовим листям.

## Біографія
Син вюртемберзького дільничого інспектора майора Рудольфа фон Бюнау (1850—1898) та його дружини Марії Кароліни, уродженої Штайб (1868—1933).
Учасник Першої світової війни. Після демобілізації залишений у рейхсвері, служив в основному в кулеметних частинах. З 1 жовтня 1933 року — командир 3-го батальйону 13-го піхотного полку. З 15 жовтня 1935 року — інструктор військового училища в Дрездені. З 10 листопада 1938 року — командир 133-го піхотного полку. Учасник Польської і Французької кампаній. З 25 жовтня 1940 по 4 червня 1941 року — командир 177-ї піхотної дивізії. З 1 листопада 1941 по 1 лютого 1943 року — командир 73-ї піхотної дивізії. Учасник боїв у Криму, в районі Міуса, на Кавказі, в районі Новоросійська і Мелітополя. 7 листопада 1943 року переведений у резерв.
З 1 лютого по 1 квітня 1944 року — командир 52-го армійського корпусу. З 1 квітня 1944 по 16 березня 1945 і з 20 березня по 6 квітня 1945 року — командир 11-го армійського корпусу. З 14 по 20 березня 1945 року перебував у резерві. З 1 квітня 145 року — командувач оборонним районом «Відень».
16 квітня під командуванням Бюнау була сформована група, з якою він 8 травня 1945 року здався американським військам. 9 квітня 1947 року звільнений з полону.
Загинув у ДТП.

## Сім'я
28 лютого 1914 року одружився з Катаріною Лауффер (1893—1975). В шлюбі народились двоє синів:
- Рудольф (6 травня 1915 — 15 серпня 1943) — майор вермахту, кавалер Лицарського хреста Залізного хреста.
- Гюнтер (10 вересня 1920 — 21 квітня 1943) — обер-лейтенант вермахту, кавалер Залізного хреста 1-го класу.

Обоє синів генерала фон Бюнау були офіцерами танкових військ і загинули на Східному фронті.

## Звання
- Фанен-юнкер (15 липня 1909)
- Фанен-юнкер-унтер-офіцер (15 грудня 1909)
- Фенріх (22 березня 1910)
- Лейтенант (16 листопада 1910)
- Обер-лейтенант (22 березня 1915)
- Гауптман (22 березня 1918)
- Майор (1 лютого 1931)
- Оберст-лейтенант (1 липня 1934)
- Оберст (1 серпня 1936)
- Генерал-майор (1 вересня 1940)
- Генерал-лейтенант (1 вересня 1942)
- Генерал піхоти (1 травня 1944)

## Нагороди

### Перша світова війна
- Залізний хрест
  - 2-го класу (9 вересня 1914)
  - 1-го класу (14 листопада 1914)
- Орден «За військові заслуги» (Вюртемберг), лицарський хрест (24 грудня 1914)
- Орден Фрідріха (Вюртемберг), лицарський хрест 1-го класу (15 червня 1918)

### Міжвоєнний період
- Орден Святого Йоанна (Бранденбург), почесний лицар (15 липня 1925)
- Почесний хрест ветерана війни з мечами (15 січня 1935)
- Медаль «За вислугу років у Вермахті» 4-го, 3-го, 2-го і 1-го класу (25 років) (2 жовтня 1936) — отримав 4 медалі одночасно.
- Пам'ятна військова медаль (Угорщина) з мечами (4 травня 1937)
- Пам'ятна військова медаль (Австрія) з мечами (31 травня 1937)

### Друга світова війна
- Застібка до Залізного хреста
  - 2-го класу (1 жовтня 1939)
  - 1-го класу (5 жовтня 1939)
- Медаль «У пам'ять 1 жовтня 1938» (1 листопада 1939)
- Лицарський хрест Залізного хреста з дубовим листям
  - Лицарський хрест (15 серпня 1940)
  - Дубове листя (№ 766; 5 березня 1945)
- Медаль «За зимову кампанію на Сході 1941/42» (1 серпня 1942)
- Кримський щит (15 вересня 1942)
- Німецький хрест в золоті (23 січня 1943)
- Медаль «Хрестовий похід проти комунізму» (Румунія) (19 березня 1943)
- Орден Михая Хороброго 3-го класу (Румунія) (19 березня 1943)
- Орден Заслуг (Угорщина) на військовій стрічці з мечами і зіркою (12 липня 1944)
- Кубанський щит (1 жовтня 1944)

### Повоєнний період
- Орден Святого Йоанна (Бранденбург)
  - Лицар справедливості (8 лютого 1950)
  - Командор (1952)